# Un'odissea marziana

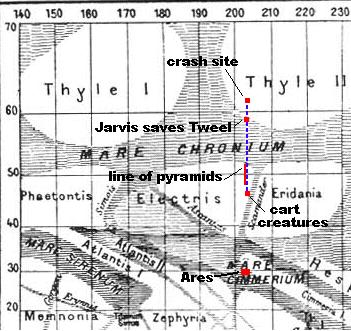
Il viaggio di Dick Jarvis sulla superficie di Marte, in Un'odissea marziana" (il sud è in cima alla mappa.

Un'odissea marziana (A Martian Odyssey) è un racconto di fantascienza di Stanley G. Weinbaum pubblicato per la prima volta sul numero di luglio 1934 di Wonder Stories. Fu la prima storia pubblicata da Weinbaum e la sua più famosa. 
Quattro mesi dopo venne pubblicato un seguito, La valle dei sogni (Valley of Dreams). Queste sono le uniche storie di Weinbaum ambientate su Marte.

## Trama
All'inizio del XXI secolo, circa vent'anni dopo l'invenzione dell'energia atomica e dieci anni dopo il primo allunaggio, l'equipaggio di quattro uomini dell'Ares atterra su Marte nel Mare Cimmerium.
Una settimana dopo l'atterraggio, Dick Jarvis, il chimico statunitense della nave, si avventura verso sud su un razzo ausiliario per fotografare il terreno. Nella zona di Thyle, mentre si trova a 800 miglia di distanza dalla base, viene costretto a un atterraggio di emergenza da un'avaria al suo razzo. Piuttosto che rimanere in attesa del salvataggio, Jarvis decide di incamminarsi verso nord in direzione dell'Ares. Appena dopo aver attraversato il Mare Chronium, Jarvis incontra una creatura marziana tentacolata che attacca una creatura simile a un grosso uccello. Notando che quest'ultima porta una borsa intorno al collo e perciò pensando che possa essere una creatura intelligente, la salva dalla mostruosità tentacolata. La creatura salvata si riferisce a sé stessa come Tweel. Tweel accompagna Jarvis nel suo viaggio verso nord, apprendendo nel frattempo alcune parole di inglese, sebbene Jarvis sia incapace di trarre alcun senso dal linguaggio di Tweel. All'inizio Tweel si sposta con lunghissimi balzi che terminano con il suo becco sepolto nel suolo, ma vedendo Jarvis rimanere indietro, lo accompagna camminando al suo fianco.
A Xanthus Jarvis e Tweel incontrano una fila di piccole piramidi vecchie di decine di migliaia di anni, fabbricate con mattoni silicei e aperte in cima. Seguendo la linea le piramidi diventano lentamente più grosse e più recenti. Quando i viaggiatori giungono alla fine della fila le piramidi sono alte tre metri e trovano l'ultima non ancora aperta. Mentre guardano una creatura coperta di squame grigie, con un braccio, una bocca e una coda appuntita si spinge fuori dalla cima della piramidi, si trascina per alcuni metri sul suolo, quindi si fissa a terra piantando profondamente la coda. Comincia a secernere mattoni dalla bocca a intervalli di dieci minuti e li usa per costruirsi una nuova piramide intorno a sé. Jarvis si rende conto che la creatura è basata sul silicio, piuttosto che sul carbonio, né animale, né vegetale, né minerale, ma un poco di tutti e tre. La strana combinazione di creatura produce il solido materiale siliceo e si costruisce un riparo intorno e dorme per un tempo imprecisato.
Mentre i due si avvicinano a un canale marziano che taglia attraverso Xanthus, Jarvis sente nostalgia per New York e si mette a pensare a Fancy Long, una donna che conosce dal cast del programma televisivo Yerba Mate Hour. Quando vede Long nei pressi del canale le si avvicina, ma viene fermato da Tweel. Questi estrae una pistola che spara aghi di vetro avvelenato e spara a Long, che scompare, rimpiazzata da una creatura simile a quella tentacolata da cui Jarvis aveva salvato Tweel nel loro primo incontro. Jarvis si rende conto che le creature tentacolate, che battezza bestie-sogno, attirano la loro prede proiettando illusioni nelle loro menti.
Mentre Jarvis e Tweel si avvicinano ad una città in riva al canale, vengono superati da una creatura simile a un barile con quattro gambe, quattro braccia e un circolo di occhi intorno alla sua cintura. La creatura sta spingendo un carretto di rame vuoto e non presta alcuna attenzione a Jarvis e Tweel mentre li sorpassa. Ne passa un'altra e quindi una terza. Jarvis si mette davanti alla terza che si arresta. Jarvis dice "Siamo amici" e la creatura ripete la frase, emettendola da un diaframma in cima al suo corpo, "Siamo ami-i-i-c-i-i-i" e quindi riparte. La creatura successiva che passa ripete la frase e così anche quella dopo.
Infine le creature cominciano a tornare dalla città con i loro carri carichi di pietre e pezzi di piante gommose. Jarvis si piazza di fronte a una e rifiuta di muoversi. Infine la creatura gli strizza il naso a sufficienza da farlo saltare di lato e gridare "Ouch". Dopo di che ogni creatura che passa dice ""Siamo ami-i-i-c-i-i-i! Ouch!".
Jarvis e Tweel seguono le creature fino alla loro destinazione, un monticello con un tunnel che conduce al di sotto. Jarvis si perde rapidamente nel labirinto di tunnel e solo dopo alcune ore o giorni lui e Tweel si ritrovano in una camera coperta vicina alla superficie. Qui scoprono che le creature depositano i loro carichi sotto una ruota che sminuzza in polvere le pietre e le piante. Alcune delle creature si spingono anch'esse sotto alla ruota e vengono polverizzate. Oltre alla ruota su un piedistallo c'è un cristallo scintillante. Quando Jarvis si avvicina sente un formicolio sulle mani e sulla faccia e una verruca sul suo pollice si secca e cade. Jarvis ipotizza che il cristallo emetta una qualche forma di radiazione che distrugge il tessuto malato, ma non danneggia quello sano.
Le creature improvvisamente attaccano Jarvis e Tweel, che si ritirano lungo un corridoio, il quale fortunatamente conduce all'esterno. Le creature mettono con le spalle al muro Jarvis e Tweel, ma quest'ultimo piuttosto che balzare in salvo rimane al fianco di Jarvis, affrontando una morte sicura. Le creature stanno per finirli, quando un razzo ausiliario dell'Ares atterra le distrugge. Jarvis si imbarca sul razzo, mentre Tweel si allontana saltando. Il razzo ritorno con Jarvis all'Ares e questi racconta la sua storia agli altri tre membri dell'equipaggio. Jarvis è commosso dal ricordo dell'amicizia e del legame con Tweel e quando il capitano esprime il suo rimpianto che non hanno il cristallo curativo, Jarvis distrattamente ammette che le creature li stavano attaccando perché l'aveva preso, lo estrae e lo mostra agli altri.

## Influenza
Questa storia qualificò immediatamente Weinbaum come uno degli autori di fantascienza più importanti del periodo. Isaac Asimov afferma che «Il suo stile sciolto e la sua descrizione realistica di scene di forme extraterrestri erano i migliori che si fossero visti fino a quel momento, e il pubblico fantascientifico impazzì subito per lui.»
Fino ad allora gli alieni non erano stati altro che meccanismi drammatici per aiutare o ostacolare l'eroe. Le creazioni di Weinbaum, come il costruttore-piramide e le creature carro, avevano le loro proprie ragioni per esistere. Inoltre la loro logica non era umana e gli umani non sempre riuscivano a capire le loro motivazioni. Tweel stesso fu uno dei primi personaggi (si può dire "il" primo) a soddisfare la famosa sfida di John W. Campbell: «Scrivetemi di una creatura che pensa bene quanto un uomo, ma che non pensi come un uomo.»
Nel 1970, la Science Fiction Writers of America tenne una votazione per scegliere i migliori racconti brevi di fantascienza di tutti i tempi: A Martian Odyssey si piazzò seconda dietro a Notturno e fu la storia più vecchia a comparire sulla lista. Le storie scelte vennero pubblicate sull'antologia Sonde nel futuro (The Science Fiction Hall of Fame Volume One, 1929-1964).
Larry Niven incluse diversi riferimenti a Un'odissea marziana nel suo Marte, un mondo perduto. In generale le creazioni ripetute di specie aliene di Niven e le loro azioni e reazioni agli umani mostrano chiaramente l'influenza dei marziani di Weinbaum.

## Edizioni

### In inglese
Compare nelle seguenti raccolte di racconti di Stanley G.:
- The Dawn of Flame (1936)
- A Martian Odyssey and Others (1949)
- A Martian Odyssey and Other Classics of Science Fiction (1962)
- A Martian Odyssey and Other Great Science Fiction Stories (1966)
- A Martian Odyssey and Other Science Fiction Tales (1974)
- The Best of Stanley G. Weinbaum (1974)
- Interplanetary Odysseys (2006)

Compare nella raccolta di racconti di Robert Silverberg
- The Science Fiction Hall of Fame, Volume One (1970)[2][3]

### In italiano
È stato pubblicato in italiano nelle seguenti raccolte:
- Avventure sui pianeti, Urania n. 314. Arnoldo Mondadori Editore, Milano, 1963. Con il titolo Odissea su Marte, traduzione di Anna Maria Valente.
- Antologia scolastica, Urania n. 589. Arnoldo Mondadori Editore, Milano, 1972. Con il titolo Odissea su Marte, traduzione di Anna Maria Valente.
- Zoo-Fantascienza, Andromeda n. 9. Dall'Oglio, Milano, 1973. Con il titolo Odissea marziana, traduzione di Maria Silva.
- Sonde nel futuro, Grandi Opere Nord n. 3. Editrice Nord, Milano, 1978. Con il titolo Un'odissea marziana, traduzione di Roberta Rambelli.
- Antologia scolastica, Biblioteca di Urania n. 6. Arnoldo Mondadori Editore, Milano, 1980. Con il titolo Odissea su Marte, traduzione di Anna Maria Valente.
- Un'odissea marziana, I Classici della Fantascienza n. 64. Libra Editrice, Bologna, 1982. Con il titolo Marte: La seconda odissea, traduzioni Luigi Cozzi e Roberta Rambelli.
- Dove da qui? Antologia scolastica, Oscar Fantascienza n. 98. Arnoldo Mondadori Editore, 1992. Con il titolo Odissea su Marte, traduzione di Anna Maria Valente.
- Alieni creature di altri mondi, Saggi Editrice Nord. Editrice Nord, Milano, 2000. Con il titolo Un'odissea marziana, traduzione di Viviana Viviani.
- Un'odissea marziana e altre storie, Classici della Narrativa di Fantascienza n. 189. Editrice Nord, Milano, 2001. Con il titolo Un'odissea marziana, traduzione di Viviana Viviani.
- Un'odissea marziana, Odissea Fantascienza n. 48, Delos Books, 2011. ISBN 9788865301425 (include La valle dei sogni)